# Slaget vid Steinau
Slaget vid Steinau var ett slag under det trettioåriga kriget. Slaget ägde rum den 11 oktober 1633 i Steinau (Ścinawa) i södra Schlesien, då en kejserlig armé under Albrecht von Wallenstein besegrade en svensk armé och lyckades tillfångata dess befälhavare, Henrik Mattias von Thurn.